# Piaggio Diesis
Il Piaggio Diesis è uno scooter prodotto dalla casa motociclistica Italiana Piaggio nei primi anni del 2000. 
È l'equivalente dell'Atlantis prodotto dalla Derbi.

## Descrizione
Prodotto in due versioni con diverse cilindrate (50 e 100), il Diesis montava di serie il raffreddamento ad aria forzata. 
Entrambi i modelli erano dotati di un motore a due tempi con trasmissione variomatic, avviamento elettrico o tramite kick starter, ruote da 12 pollici e serbatoio da 7.2 litri. Possedevano inoltre il freno anteriore a disco mentre quello posteriore a tamburo, sospensione anteriore a forcella e posteriore mono ammortizzatore.
La versione 100 montava un motore Morini-Derbi 100 2T E1, mentre i 50 montavano motore Piaggio C342M e Piaggio C343M.
Lo scooter, di fatto, può essere classificato in tre versioni:
- Diesis 50
- Diesis 100
- Diesis 100 Cat (quest'ultimo possedeva l'omologazione Euro I)

La sua fabbricazione è terminata ufficialmente nel 2003, anche se vi sono state altre produzioni fino al 2005.